# 伏見版
伏見版（ふしみばん）とは、江戸時代初頭に、徳川家康の命により、山城伏見の伏見学校の一角に建立された円光寺（現在地は、京都市左京区一乗寺）において開版された木活字版のことである。円光寺版ともいう。

## 概要
伏見学校は、足利学校第9世の三要元佶を招請して創建したものである。元佶が出版した書籍は、1599年の『孔子家語』、『六韜』、『三略』が最初である。
1600年には、西笑承兌により、『貞観政要』、1605年には、やはり西笑承兌により、『吾妻鏡』と『周易』が出版されている。
1606年には、元佶によって武経七書が開版された。この間に刊行された書籍は、8部80冊である。 1612年の、開山である元佶の没後、臨済宗に属する円光寺は相国寺の境内に移り、その後、寛文年間（1661年 - 1673年）には、愛宕郡修学院村（現在地）に移転している。

## 残存木活字
「円光寺由緒書」によると、伏見版に使用された木活字は家康から拝領したものとされる。1816年（文化13年）に皆川淇園が亡父の遺稿集『淇園文集』、『遷史戻柁』、『世説啓微』などを出版した折に、不足している活字を新彫活字を追加して補ったことから新旧二種の活字が混在して現存している。

## 出版された作品
- 『孔子家語』
- 『六韜』
- 『三略』
- 『貞観政要』
- 『吾妻鏡』
- 『周易』